# Госплан СССР

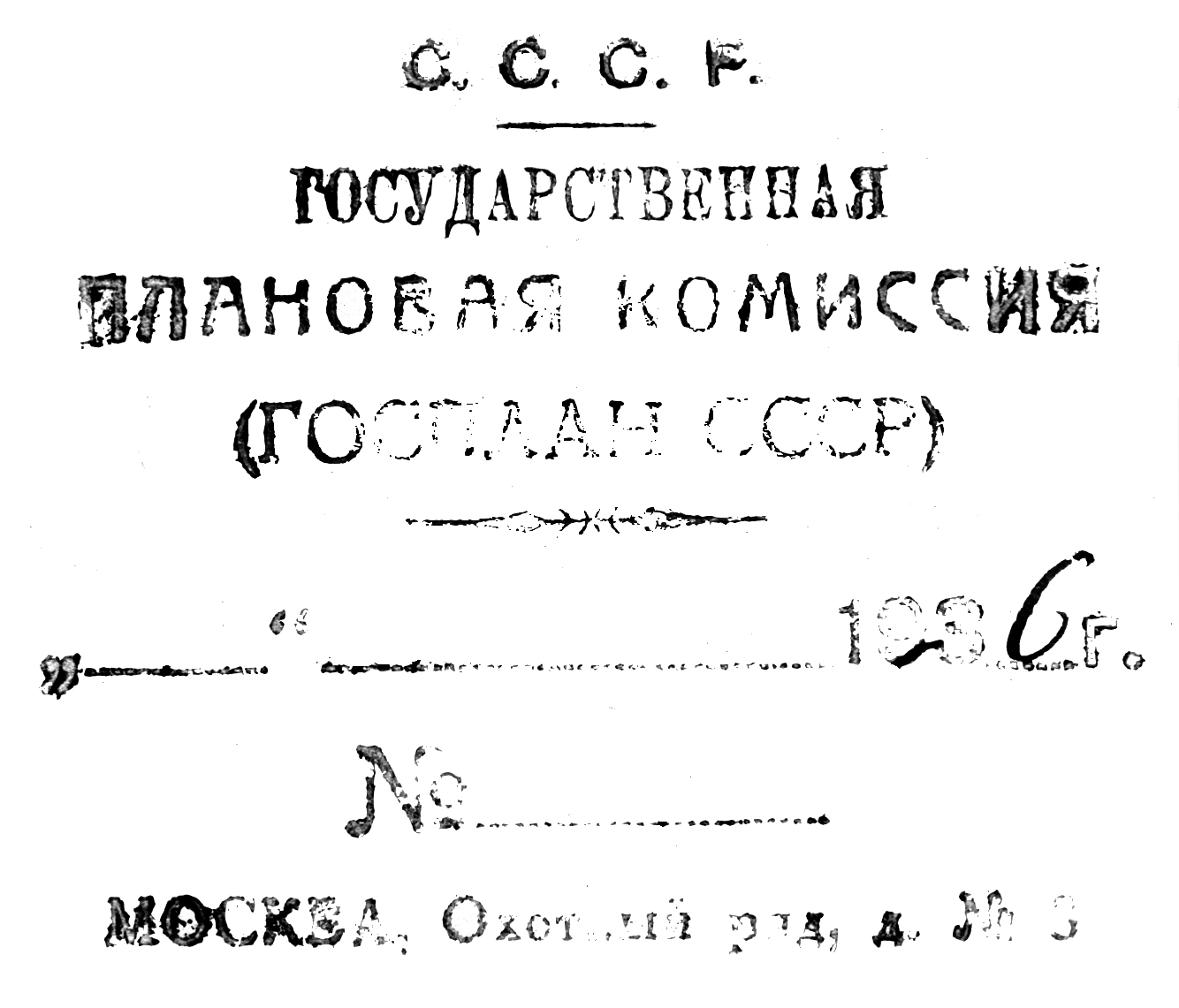
Государственная плановая комиссия СССР (Госплан СССР). Бланк 1936 года

Госуда́рственный пла́новый комите́т Совета Министров СССР (Госпла́н СССР) — государственный орган, осуществлявший общегосударственное планирование развития народного хозяйства СССР и контроль за выполнением народнохозяйственных планов, действовавший в период c 1923 по 1991 год. В союзных республиках (в том числе и РСФСР) и автономных образованиях существовали государственные плановые комиссии (в РСФСР — Государственная плановая комиссия РСФСР), в областях (в том числе и автономных областях) — областные плановые комиссии, в районах — районные плановые комиссии, в городах — городские плановые комиссии.

## История

### Госплан в 1920-х годах
Госплан СССР стал результатом развития государственных плановых органов Советской России в начале 1920-х годов. Первым прообразом Госплана выступила Государственная комиссия по электрификации России, работавшая с 1920 по 1921 год. 22 февраля 1921 года декретом Совнаркома РСФСР была создана Государственная общеплановая комиссия при Совете труда и обороны РСФСР (Госплан РСФСР). Госплан РСФСР создавался «для разработки единого общегосударственного хозяйственного плана на основе одобренного VIII Съездом Советов плана электрификации и для общего наблюдения за осуществлением этого плана». После образования Союза ССР в декабре 1922 года, 13 июля 1923 года Госплан РСФСР был преобразован в Государственную плановую комиссию при Совете Труда и Обороны СССР.
Изначально Госплан СССР играл консультативную роль, координируя планы союзных республик и вырабатывая общий план. С 1925 Госплан СССР начал формировать годовые планы развития народного хозяйства СССР, которые назывались «контрольные цифры».
В начале своей деятельности Госплан СССР занимался изучением положения в экономике и составлением докладов по определённым проблемам, например, по восстановлению и развитию угледобывающих регионов. Разработка единого экономического плана страны началась с выпуска ежегодных контрольных цифр, директив на 1925—1926, которыми были определены ориентиры по всем отраслям экономики.
На первых порах аппарат Госплана состоял из 40 экономистов, инженеров и другого персонала, к 1923 в нём насчитывалось уже 300 сотрудников, а к 1925 по всему СССР была создана сеть подчиняющихся Госплану СССР планирующих организаций.
Госплан СССР объединял в себе прежде всего функции высшего экспертного органа в экономике и научно-координационного центра.
Работу Аппарата Госплана СССР в 1920-х годах иллюстрирует В. В. Кабанов в своей книге.
Возьмем фонд Госплана СССР, хранящийся в РГАЭ. Предположим, что нас интересует материал по сельскому хозяйству середины 20-х годов. Где его искать?
Можно установить, что в состав комплекса войдут документы, образовавшиеся в результате деятельности президиума Госплана, сельскохозяйственной секции, а также всех других секций, работа которых в той или иной мере соприкасалась с вопросами сельского хозяйства. Прежде всего можно выделить экономико-статистическую секцию, осуществлявшую подготовительные работы для построения перспективного плана развития народного хозяйства, изучавшую вопросы методологии составления хлебно-фуражного баланса, урожайности, хлебных цен, крестьянских бюджетов и др. К проблемам внутреннего и внешнего рынка сельскохозяйственной продукции тяготеют материалы секций внутренней и внешней торговли. Вопросы машиностроения для сельского хозяйства раскрывают документы промышленной секции. Материалы сельскохозяйственной секции, готовившей вопрос к рассмотрению в президиуме Госплана, в обязательном порядке проходили стадию обсуждения во всех заинтересованных секциях. Предварительное обсуждение вопроса происходило в президиуме сельскохозяйственной секции и затем после утверждения его итоги поступали на рассмотрение президиума Госплана.
Таким образом, первый тематический комплекс документов по тому или иному вопросу складывался сначала на уровне сельскохозяйственной секции и концентрировался в составе материалов приложений к протоколу заседания президиума сельскохозяйственной секции. Затем в окончательном виде с дополнением состава материалов, заключениями наркоматов и ведомств комплекс документов образуется в составе приложений к протоколам президиума Госплана.
Структура Госплана до прихода Н. А. Вознесенского состояла из семи секций:
1. учёта и распределения материальных ресурсов и организации труда;
2. энергетики;
3. сельского хозяйства;
4. промышленности;
5. транспорта;
6. внешней торговли и концессий;
7. районирования.

В 1927 году к ним был добавлен сектор обороны Госплана СССР.

Плакат «Догнать и перегнать»

### Индустриализация СССР
Под руководством Госплана СССР были реализованы масштабные программы индустриализации СССР, превратившие СССР из преимущественно аграрной страны в ведущую индустриальную державу.
В ходе первой пятилетки (1928—1932) были построены 1500 крупных предприятий, в том числе: автомобильные заводы в Москве (АЗЛК) и Нижнем Новгороде (ГАЗ), Магнитогорский и Кузнецкий металлургические комбинаты, Сталинградский и Харьковский тракторные заводы.
На январском (1933) пленуме ЦК ВКП(б) было заявлено о выполнении первого пятилетнего плана за 4 года и 3 месяца.
В результате выполнения второго пятилетнего плана развития народного хозяйства СССР было введено в действие 4500 крупных государственных промышленных предприятий.

### Эвакуация и мобилизация промышленности СССР в годыВеликой Отечественной войны
Постановлением Государственного Комитета Обороны СССР от 7 августа 1941 г. № 421 «О порядке размещения эвакуируемых предприятий» на Госплан СССР возложена задача обеспечения эвакуации и мобилизации промышленности СССР. В частности, обращалось особое внимание на то, чтобы при размещении эвакуируемых предприятий преимущество было отдано авиационной промышленности, промышленности боеприпасов, вооружения, танков и бронеавтомобилей, чёрной, цветной и специальной металлургии, химии. Наркомам предписывалось согласовывать с Госпланом СССР и Советом по эвакуации конечные пункты для вывозимых в тыл предприятий и организацию дублирующих производств.
Н. А. Вознесенский был назначен уполномоченным ГКО по вопросам выполнения промышленностью плана производства боеприпасов, его заместителем — М. З. Сабуров.
За июль-ноябрь 1941 года на восток страны было перебазировано более 1 500 промышленных предприятий и 7,5 миллионов человек — рабочих, инженеров, техников и других специалистов. Эвакуация промышленных предприятий осуществлялась в восточные районы РСФСР, а также в южные республики страны — Казахстан, Узбекистан, Таджикистан.

### После войны
В 1945 году началась активная работа над советским атомным проектом, для управления работами был создан Спецкомитет.
Госплану отводилась особая роль в деятельности спецкомитета:
- Руководитель Госплана Н. А. Вознесенский вошёл в состав специального комитета;
- В Госплане было создано Управление № 1, которое отвечало за работу Спецкомитета и предназначалось для обеспечения работ по развитию атомной науки и промышленности всеми видами ресурсов. Начальником Управления № 1 И. В. Сталин назначил Н. А. Борисова, освободив его от других обязанностей в Госплане. Заместителем руководителя Управления № 1 назначили С. П. Столярова (02(03).10.1908-15.02.2007), работавшего в Госплане начальником сектора химической промышленности и боеприпасов[7], впоследствии в конце 1949 года назначенного начальником планового отдела ПГУ[7] .

Также на Госплан возлагались задачи снабжения организаций атомной отрасли, ответственным за их выполнение назначался сам руководитель Госплана Вознесенский.
В 1949 году органы государственной безопасности начали организацию крупнейшей серии политических процессов в послевоенный период — так называемого «Ленинградского дела». Руководитель Госплана Вознесенский должен был стать ключевой фигурой заговора по свержению советской власти и отделению России от СССР, сделав столицей нового государства Ленинград.
Результатом принятия постановления Совета Министров СССР от 5 марта 1949 года «О Госплане СССР» и постановления Политбюро от 11 сентября 1949 года «О многочисленных фактах пропажи секретных документов в Госплане СССР» стала существенная кадровая чистка в аппарате Госплана СССР:

К апрелю 1950 года был проверен весь основной состав ответственных и технических работников — около 1400 человек. 130 человек были уволены, более 40 — переведены из Госплана на работу в другие организации. За год в Госплан было принято 255 новых работников. Из 12 заместителей Вознесенского убрали семерых, причем лишь один к апрелю 1950 г. арестован, а четверо получили новую ответственную работу (что также свидетельствовало о преимущественно неполитическом характере «дела Госплана»). Состав начальников управлений и отделов и их заместителей обновился на треть. Из 133 начальников секторов было заменено 35.

Председатель Госплана Н. А. Вознесенский был снят со всех постов, выведен из Политбюро ЦК, исключен из ЦК ВКП(б) и из членов ВКП(б). 27 октября 1949 года арестован, 1 октября 1950 расстрелян. Реабилитирован в 1954.
В мае 1955 года Госплан СССР был разделён на две части:
- Государственная Комиссия Совета Министров СССР по Перспективному Планированию разрабатывала долгосрочные планы на 10—15 лет;
- Государственная экономическая комиссия Совета Министров СССР по текущему планированию народного хозяйства (Госэкономкомиссия) (1955—1957) разрабатывала пятилетние планы.

24 ноября 1962 года Госплан СМ СССР был преобразован в Совет народного хозяйства СССР. В тот же день образован новый Госплан СМ СССР на базе Государственного научно-экономического совета СМ СССР.
Позднее Госплан ещё несколько раз переименовывался, что видно из таблицы ниже. В самом конце советской эпохи, 1 апреля 1991 года, он был преобразован в Министерство экономики и прогнозирования СССР, которое уже в декабре того же года было упразднено в связи с распадом государства.
Преемником Госплана СССР условно можно считать Министерство экономического развития и торговли РФ (формально говоря, оно является преемником Госплана РСФСР).

### Официальные наименования и подчиненность
| Период работы                 | Наименование                                                                                | Примечания |
| ----------------------------- | ------------------------------------------------------------------------------------------- | ---------- |
| 1921—1923                     | Государственная общеплановая комиссия при Совете Труда и Обороны РСФСР                      |            |
| 1923—1931                     | Государственная плановая комиссия при Совете Труда и Обороны СССР                           |            |
| 1931—1946                     | Государственная плановая комиссия при Совете Народных Комиссаров СССР                       |            |
| 1946                          | Государственная плановая комиссия при Совете Министров СССР                                 |            |
| 1946—1948                     | Государственная плановая комиссия Совета Министров СССР                                     |            |
| 1948—1955                     | Государственный плановый комитет Совета Министров СССР                                      |            |
| 25 февраля 1955 — 10 мая 1957 | Государственная экономическая комиссия СМ СССР по текущему планированию народного хозяйства |            |
| 25 февраля 1955 — 10 мая 1957 | Государственная комиссия СМ СССР по перспективному планированию народного хозяйства         |            |
| 10 мая 1957 — 1963            | Государственный плановый комитет Совета Министров СССР                                      |            |
| 1963—1965                     | Государственный плановый комитет СССР Высшего совета народного хозяйства СССР               |            |
| 1965—1978                     | Государственный плановый комитет Совета Министров СССР                                      |            |
| 1978—1991                     | Государственный плановый комитет СССР                                                       |            |
| апрель — декабрь 1991         | Министерство экономики и прогнозирования СССР                                               |            |

## Задачи и функции Госплана СССР
Основной задачей во все периоды своего существования являлось планирование экономики СССР, составление планов развития страны на различные сроки.
- В соответствии со статьёй 49 Конституции РСФСР, принятой V Всероссийским съездом Советов 10 июля 1918, к предмету ведения Всероссийского съезда Советов и Всероссийского Центрального Исполнительного Комитета Советов отнесено: «к) Установление основ и общего плана всего народного хозяйства и отдельных его отраслей на территории Российской Социалистической Федеративной Советской Республики»[13].
- В соответствии со статьёй 1 Конституции СССР, принятой II Всесоюзным съездом Советов СССР 31 января 1924, ведению верховных органов власти СССР отнесено: «з) установление основ и общего плана всего народного хозяйства Союза, определение отраслей промышленности и отдельных промышленных предприятий, имеющих общесоюзное значение, заключение концессионных договоров, как общесоюзных, так и от имени союзных республик»[14].
- Статья 14 Конституции СССР, утверждённой Чрезвычайным VIII Всесоюзным съездом Советов Союза ССР 5 декабря 1936 предусматривала, что в ведении СССР в лице его высших органов власти и органов государственного управления находится: «к) установление народнохозяйственных планов СССР», а статья 70 относила Госплан СССР к органам государственного управления, Председатель Госплана СССР входил в состав Совета Министров СССР[15].
- Статья 16 Конституции СССР[16], принятой Верховным советом СССР 7 октября 1977, предусматривала, что руководство «экономикой осуществляется на основе государственных планов экономического и социального развития, с учётом отраслевого и территориального принципов, при сочетании централизованного управления с хозяйственной самостоятельностью и инициативой предприятий, объединений и других организаций». К ведению СССР в лице его высших органов государственной власти и управления относится: «5) проведение единой социально-экономической политики, руководство экономикой страны: определение основных направлений научно-технического прогресса и общих мероприятий по рациональному использованию и охране природных ресурсов; разработка и утверждение государственных планов экономического и социального развития СССР, утверждение отчётов об их выполнении», Контроль выполнения государственных планов и заданий осуществляют органы народного контроля, образуемые советами народных депутатов (статья 92). Утверждение государственных планов экономического и социального развития СССР, осуществляется Верховным Советом СССР (статья 108). Совет Министров СССР: «2) разрабатывает и вносит в Верховный Совет СССР текущие и перспективные государственные планы экономического и социального развития СССР, государственный бюджет СССР; принимает меры по осуществлению государственных планов и бюджета; представляет Верховному Совету СССР отчеты о выполнении планов и исполнении бюджета» (статья 131). Упоминания Госплана СССР в этой Конституции отсутствует.
- Законом СССР от 19 декабря 1963 № 2000-VI Госплан СССР из общесоюзного преобразован в союзно-республиканский орган. Этим же актом определено, что Председатель Государственного планового комитета СССР входит в состав Совета Министров СССР (Ст. 70).
- Главной задачей Госплана СССР с конца 60 годов до ликвидации в 1991 году являлись: разработка в соответствии с Программой КПСС, директивами Центрального Комитета КПСС и решениями Совета Министров СССР государственных народнохозяйственных планов, обеспечивающих пропорциональное развитие народного хозяйства СССР, непрерывный рост и повышение эффективности общественного производства в целях создания материально-технической базы коммунизма, неуклонного повышения уровня жизни народа и укрепления обороноспособности страны.

«Государственные планы развития народного хозяйства СССР должны быть оптимальными, основываться на экономических законах социализма, на современных достижениях и перспективах развития науки и техники, на результатах научных исследований экономических и социальных проблем коммунистического строительства, всестороннего изучения общественных потребностей, на правильном сочетании отраслевого и территориального планирования, а также централизованного планирования с хозяйственной самостоятельностью предприятий и организаций. (Положение о Госплане СССР, утверждённое постановлением Совета Министров СССР от 9 сентября 1968 г. № 719)»
Работа Госплана СССР по планированию народного хозяйства координировалась с Центральным Статистическим Управлением (ЦСУ), Наркоматом финансов (позднее Министерством финансов СССР), Высшим советом народного хозяйства (ВСНХ СССР), а позднее с ГКНТ СССР, Госбанком СССР и Госснабом СССР.
С 1928 года Госплан СССР начал составлять пятилетние планы и контролировать их соблюдение.

Наши планы есть не планы-прогнозы, не планы-догадки, а планы-директивы, которые обязательны для руководящих органов и которые определяют направление нашего хозяйственного развития в будущем в масштабе всей страны.— Сталин И. В. — 3 декабря 1927
| Период реализации | Порядковый номер                                                 | Наименование документа                                                                                          | Утвержден                                                    |
| ----------------- | ---------------------------------------------------------------- | --- | ------------------------------------------------------------ |
| 1928—1932         | I пятилетний план                                                | Директивы по составлению пятилетнего плана развития народного хозяйства                                         | XV съезд ВКП(б) в 1927; Принят V съездом Советов СССР в 1929 |
| 1933—1937         | II пятилетний план                                               | Резолюция «О втором пятилетнем плане развития народного хозяйства СССР»                                         | XVII съезд ВКП(б) в 1934                                     |
| 1938—1942         | III пятилетний план — сорван началом Великой Отечественной войны | Резолюция XVIII съезда ВКП(б) по докладу тов. Молотова                                                          | XVIII съезд ВКП(б) в 1939                                    |
| 1946—1950         | IV пятилетний план                                               | Закон о пятилетнем плане восстановления и развития народного хозяйства (на 1946—1950 годы)                      | первой сессией Верховного Совета СССР 18 марта 1946          |
| 1951—1955         | V пятилетний план                                                | Директивы по пятилетнему плану развития народного хозяйства СССР                                                | XIX съезд КПСС в 1952                                        |
| 1956—1960         | VI пятилетний план — вместо неё с 1959 по 1965 была семилетка    | Директивы по пятилетнему плану развития народного хозяйства СССР                                                | XX съезд КПСС в 1956                                         |
| 1959—1965         | VII пятилетний план (семилетка)                                  | Директивы по семилетнему плану развития народного хозяйства СССР                                                | XXI съезд КПСС в 1959                                        |
| 1966—1970         | VIII пятилетний план                                             | Директивы по пятилетнему плану развития народного хозяйства СССР                                                | XXIII съезд КПСС в 1966                                      |
| 1971—1975         | IX пятилетний план                                               | Директивы по пятилетнему плану развития народного хозяйства СССР                                                | XXIV съезд КПСС в 1971                                       |
| 1976—1980         | X пятилетний план                                                | Основные направления развития народного хозяйства СССР на 1976—1980 гг.                                         | XXV съезд КПСС в 1976                                        |
| 1981—1985         | XI пятилетний план                                               | Основные направления экономического и социального развития СССР на 1981—1985 гг. и на период до 1990 г.         | XXVI съезд КПСС в 1981                                       |
| 1986—1990         | XII пятилетний план                                              | Основные направления экономического и социального развития СССР на 1986—1990 годы и на перспективу до 2000 года | XXVII съезд КПСС в 1986                                      |
| 1991—1995         | XIII пятилетний план                                             | Не был реализован в связи с распадом СССР.                                                                      |                                                              |

## Административная структура
Аппарат Госплана СССР в 1980-х годах состоял из отраслевых отделов (по отраслям промышленности, по сельскому хозяйству, транспорту, товарообороту, внешней торговле, культуре и образованию, здравоохранению, жилищному и коммунальному хозяйству, бытовому обслуживанию населения и др.) и сводных отделов (сводный отдел народного-хозяйственного плана, отдел территориального планирования и размещения производительных сил, сводный отдел капитальных вложений, сводный отдел материальных балансов и планов распределения, отдел труда, отдел финансов и себестоимости и др.
Госплан СССР в пределах своей компетенции издавал постановления, обязательные для исполнения всеми министерствами, ведомствами и др. организациями. Ему было предоставлено право привлекать для разработки проектов планов и отдельных народно-хозяйственных проблем АН СССР, академии наук союзных республик, отраслевые академии наук, научно-исследовательские и проектные институты, конструкторские и др. организации и учреждения, а также отдельных учёных, специалистов и передовиков производства.

### Структурные подразделения
Высшей структурной единицей был сводный отдел. Управлений не было (кроме управделами), – так сложилось исторически при Ленине. Внутри отделов были подотделы. Фактически каждый отдел соответствовал профильным министерствам. Начальник отдела соответствовал рангу министра СССР (министр без портфеля). Заместители начальника отдела соответственно заместителям министра Совмина СССР. Задачей отделов было разрабатывать, согласовывать и спускать план на 5-летку в соответствующие министерство.
Структура на июнь 1988 года
Комплекс сводного народнохозяйственного планирования:
1) Сводный отдел народнохозяйственного планирования
2) Сводный отдел перспективного планирования и экономического анализа
3) Сводный отдел научно-технического планирования
4) Сводный отдел материальных балансов и ресурсосбережения
5) Сводный отдел капитальных вложений и балансов производственных мощностей
6) Сводный отдел территориального планирования и размещения производственных сил
7) Сводный отдел финансов и цен
8) Отдел охраны окружающей среды
Комплекс социального развития:
1) Сводный отдел социального развития и труда
2) Отдел образования, культуры и охраны здоровья
3) Отдел развития материальной базы социальной сферы и жилищного строительства
4) Сводный отдел товаров народного потребления, легкой промышленности, услуг и торговли
Агропромышленный комплекс:
1) Сводный отдел агропромышленного комплекса
2) Отдел развития материально-технической базы агропромышленного комплекса
Комплекс оборонных отраслей промышленности:
1) Сводный отдел оборонного комплекса
2) Отдел капитальных вложений и развития оборонных отраслей промышленности
3) Отдел научно-техн. прогресса оборон. отраслей промышленности
4) Отдел производства машиностроительной продукции
5) Отдел производства приборостроительной продукции
6) Отдел материально-техн. обеспечения и ресурсосбережения в оборон. отраслях промышленности
7) Отдел административных органов
8) Организационно-технический отдел
9) Первый отдел
Машиностроительный комплекс:
1) Сводный отдел машиностроительного комплекса
2) Отдел балансов оборудования
3) Отдел научно-технического прогресса в машиностроении
4) Отдел капиталовложений и развития в машиностроении
5) Отдел материального обеспечения и ресурсосбережения в машиностроении
Топливо-энергетический комплекс:
1) Сводный отдел Топливо-энергетический комплекс, балансов и ресурсосбережения
2) Отдел нефтяной, газовой и угольной промышленности
3) Отдел энергетики и электрификации
4) Отдел геологии
Металлургический комплекс:
1) Сводный отдел Металлургического комплекса
Химико-лесной комплекс
1) Сводный отдел Химико-лесного комплекса
Комплекс транспорта и связи:
1) Сводный отдел Комплекса транспорта и связи
Строительный комплекс:
1) Сводный отдел Строительного комплекса
2) Отдел подрядных работ
3) Отдел производства и балансов строй материалов и конструкций
Комплекс внешнеэкономических связей:
1) Сводный отдел внешней торговли и внешнеэкономических связей
2) Отдел экономического сотрудничества СССР с соц. странами
1930—1931 — Экономико-статистический сектор (ЭСС)
1931—1931 — Сектор народно-хозяйственного учета
- Отдел энергетики и электрификации
  - Подотдел атомных электростанций (1972)
- Отдел геологии и минеральных ресурсов
- Отдел автомобильного, тракторного и сельскохозяйственного машиностроения
- Отдел по вопросам деятельности советских частей постоянных комиссий СЭВ
- Отдел топливной промышленности
- Отдел строительства и строительной индустрии
- Сводный отдел агропромышленного комплекса
- Сводный отдел народнохозяйственного плана
- Первый отдел

### Комиссии при Госплане СССР
- Особая комиссия Совета Труда и Обороны при Государственной плановой комиссии СССР по рассмотрению уставов трестов (1923—1925)
- Государственная экспертная комиссия (ГЭК Госплана СССР)
- Междуведомственная комиссия по вопросам экономической реформы (образована 1965 — ?)
- Концессионный комитет Госплана СССР[18]
- Совет технико-экономической экспертизы Госплана СССР
- Комиссия по бронированию рабочей силы за народным хозяйством (ответственный секретарь 1969—1990 гг. генерал-майор Малафеев С. П.)

### Председатели Госплана СССР
Председатели Госплана СССР являлись заместителями Председателя Совета Министров СССР.
| Фамилия, Имя и Отчество             | Период работы | Годы жизни | Примечания                                                                                   |
| ----------------------------------- | ------------- | ---------- | -------------------------------------------------------------------------------------------- |
| Кржижановский, Глеб Максимилианович | 1921—1923     | 1872—1959  | 1921 ГОЭЛРО                                                                                  |
| Цюрупа, Александр Дмитриевич        | 1923—1925     | 1870—1928  |                                                                                              |
| Кржижановский, Глеб Максимилианович | 1925—1930     | 1872—1959  | 1928 1-я пятилетка                                                                           |
| Куйбышев, Валериан Владимирович     | 1930—1934     | 1888—1935  |                                                                                              |
| Межлаук, Валерий Иванович           | 1934—1937     | 1893—1938  |                                                                                              |
| Смирнов, Геннадий Иванович          | 1937—1937     | 1903—1938  | февраль — октябрь                                                                            |
| Межлаук, Валерий Иванович           | 1937—1937     | 1893—1938  | октябрь — декабрь                                                                            |
| Вознесенский, Николай Алексеевич    | 1938—1941     | 1903—1950  |                                                                                              |
| Сабуров, Максим Захарович           | 1941—1942     | 1900—1977  | с 10 марта 1941 по декабрь 1942                                                              |
| Вознесенский, Николай Алексеевич    | 1942—1949     | 1903—1950  |                                                                                              |
| Сабуров, Максим Захарович           | 1949—1953     | 1900—1977  |                                                                                              |
| Косяченко, Григорий Петрович        | 1953—1953     | 1901—1983  | март — июнь                                                                                  |
| Сабуров, Максим Захарович           | 1953—1955     | 1900—1977  |                                                                                              |
| Байбаков, Николай Константинович    | 1955—1957     | 1911—2008  | 1957 хрущёвская реформа                                                                      |
| Кузьмин, Иосиф Иосифович            | 1957—1959     | 1910—1996  |                                                                                              |
| Косыгин, Алексей Николаевич         | 1959—1960     | 1904—1980  |                                                                                              |
| Новиков, Владимир Николаевич        | 1960—1962     | 1907—2000  |                                                                                              |
| Дымшиц, Вениамин Эммануилович       | 1962—1962     | 1910—1993  | июль — ноябрь                                                                                |
| Ломако, Пётр Фаддеевич              | 1962—1965     | 1904—1990  |                                                                                              |
| Байбаков, Николай Константинович    | 1965—1985     | 1911—2008  | Экономическая реформа 1965 года                                                              |
| Талызин, Николай Владимирович       | 1985—1988     | 1929—1991  | 1987-88 осуществлен демонтаж плановой экономики (законы «О госпредприятии» и «О кооперации») |
| Маслюков, Юрий Дмитриевич           | 1988—1991     | 1937—2010  |                                                                                              |

### Заместители Председателя (годы жизни)
1921—1929 — Осадчий, Пётр Семёнович — первый заместитель Председателя (1866—1943)
1921—1938 — Струмилин, Станислав Густавович — заместитель Председателя (1877—1974)
1923—1927 — Пятаков, Георгий Леонидович — заместитель Председателя (1890—1937)
1925—1926 — Смилга, Ивар Тенисович — заместитель Председателя (1892—1938)
1926—1930 — Вашков, Николай Николаевич — заместитель Председателя, председатель секции электрификации Госплана СССР (1874—1953)
1926—1928 — Сокольников, Григорий Яковлевич — заместитель Председателя (1888—1939)
1926—1927 — Владимирский, Михаил Федорович — заместитель Председателя (1874—1951)
1927—1931 — Квиринг, Эммануил Ионович — заместитель Председателя (1888—1937)
1928—1929 — Гринько, Григорий Фёдорович — заместитель Председателя (1890—1938)
1929—1934 — Милютин, Владимир Павлович — заместитель Председателя (1884—1937)
1930—1934 — Смилга, Ивар Тенисович — заместитель Председателя — начальник Управления сводного планирования (1892—1938)
1930—1937 — Смирнов, Геннадий Иванович — заместитель Председателя (1903—1938)
1931—1935 — Межлаук, Валерий Иванович — первый заместитель Председателя (1893—1938)
1931—1933 — Оппоков, Георгий Ипполитович (А. Ломов) — заместитель Председателя (1888—1938)
1932—1934 — Гайстер, Арон Израилевич — заместитель Председателя (1899—1938)
1932—1935 — Оболенский, Валериан Валерианович — заместитель Председателя (1887—1937)
1933—1933 — Трояновский, Александр Антонович — заместитель Председателя (1882—1955)
1934—1937 — Квиринг, Эммануил Ионович — первый заместитель Председателя (1888—1937)
1935—1937 — Краваль, Иван Адамович — заместитель Председателя (1897—1938)
1936—1937 — Гуревич, Александр Иосифович — заместитель Председателя (1896—1937)
1937—1937 — Верменичев, Иван Дмитриевич — заместитель Председателя (1899—1938)
1938—1940 — Саутин, Иван Васильевич — заместитель Председателя (1905—1975)
1939—1940 — Кравцев, Георгий Георгиевич — первый заместитель Председателя (1908—1941)
1940—1940 — Косяченко, Григорий Петрович — заместитель Председателя (1901—1983)
1940—1948 — Старовский, Владимир Никонович — заместитель Председателя (1905—1975)
1940—1941 — Сабуров, Максим Захарович — первый заместитель Председателя (1900—1977)
1940—1943 — Кузнецов, Василий Васильевич — заместитель Председателя (1901—1990)
1940—1946 — Панов, Андрей Дмитреевич — заместитель Председателя (1904—1963)
1940—1949 — Кирпичников, Пётр Иванович—заместитель Председателя (1903—1980)
1941—1944 — Косяченко, Григорий Петрович — первый заместитель Председателя (1901—1983)
1941—1945 — Сорокин, Геннадий Михайлович — заместитель Председателя (1910—1990)
1941—1948 — Старовский, Владимир Никонович — заместитель Председателя (1905—1975)
1942—1946 — Митраков, Иван Лукич — заместитель Председателя (1905—1995)
1944—1946 — Сабуров, Максим Захарович — первый заместитель Председателя (1900—1977)
1945—1955 — Борисов, Николай Андреевич — заместитель Председателя (1903—1955)
1946—1947 — Сабуров, Максим Захарович — заместитель Председателя (1900—1977)
1946—1950 — Панов, Андрей Дмитреевич — первый заместитель Председателя (1904—1963)
1948—1957 — Перов, Георгий Васильевич — заместитель Председателя (1905—1979)
1949—1953 — Косяченко, Григорий Петрович — первый заместитель Председателя (1901—1983)
1951—1953 — Коробов, Анатолий Васильевич — заместитель Председателя (1907—1967)
1952—1953 — Сорокин, Геннадий Михайлович — заместитель Председателя (1910—1990)
1953—1953 — Пронин, Василий Прохорович — заместитель Председателя (1905—1993)
1955—1957 — Жимерин, Дмитрий Георгиевич — первый заместитель Председателя (1906—1995)
1955—1957 — Яковлев, Михаил Данилович — заместитель Председателя (1910—1999)
1955—1957 — Сорокин, Геннадий Михайлович — заместитель Председателя (1910—1990)
1955—1957 — Каламкаров, Вартан Александрович — заместитель Председателя (1906—1992)
1955—1957 — Хруничев, Михаил Васильевич — заместитель Председателя (1901—1961)
1956—1957 — Косыгин, Алексей Николаевич — первый заместитель Председателя (1904—1980)
1956—1957 — Малышев, Вячеслав Александрович — первый заместитель Председателя (1902—1957)
1957—1959 — Перов, Георгий Васильевич — первый заместитель Председателя (1905—1979)
1957—1962 — Зотов, Василий Петрович — заместитель Председателя (1899—1977)
1957—1961 — Мацкевич, Владимир Владимирович — заместитель Председателя (1909—1998)
1957—1961 — Хруничев, Михаил Васильевич — первый заместитель Председателя (1901—1961)
1958—1958 — Засядько, Александр Федорович — заместитель Председателя (1910—1963)
1958—1958 — Рябиков, Василий Михайлович — заместитель Председателя (1907—1974)
1958—1960 — Лесечко, Михаил Авксентьевич — первый заместитель Председателя (1909—1984)
1960—1962 — Орлов, Георгий Михайлович — первый заместитель Председателя (1903—1991)
1960—1966 — Коробов, Анатолий Васильевич — заместитель Председателя (1907—1967)
1961—1961 — Рябиков, Василий Михайлович — первый заместитель Председателя (1907—1974)
1961—1962 — Дымшиц, Вениамин Эммануилович — первый заместитель Председателя (1910—1993)
1961—1965 — Лобанов, Павел Павлович — заместитель Председателя (1902—1984)
1962—1962 — Этмекджиян, Ашот Арутюнович — первый заместитель Председателя (1911—1991)
1963—1965 — Степанов, Сергей Александрович — заместитель Председателя (1903—1976)
1963—1965 — Коробов, Анатолий Васильевич — заместитель Председателя (1907—1967)
1963—1973 — Горегляд, Алексей Адамович — первый заместитель Председателя (1905—1986)
1963—1965 — Тихонов, Николай Александрович — заместитель Председателя (1905—1997)
1965—1973 — Лебедев, Виктор Дмитриевич — заместитель Председателя (1917—1978)
1965—1974 — Рябиков, Василий Михайлович — первый заместитель Председателя (1907—1974)
1966—1973 — Мисник, Михаил Иванович — заместитель Председателя (1913—1998)
1970—1976 — Соколов, Тихон Иванович первый заместитель Председателя (1913—1992)
1973—1978 — Лебедев, Виктор Дмитриевич — первый заместитель Председателя (1917—1978)
1974—1983 — Слюньков, Николай Никитович — заместитель Председателя (1929—2022)
1976—1988 — Паскарь, Пётр Андреевич — первый заместитель Председателя
1977—1979 — Туманян, Степан Левонович — заместитель Председателя (1921—1984)
1979—1982 — Рыжков, Николай Иванович — первый заместитель Председателя (1929—2024)
1979—1983 — Рябов, Яков Петрович — первый заместитель Председателя (1928—2018)
1980—1988 — Воронин, Лев Алексеевич — первый заместитель Председателя (1928—2008)
1982—1985 — Маслюков, Юрий Дмитриевич — первый заместитель Председателя (1937—2010)
1985—1991 — Смыслов, Валентин Иванович — первый заместитель председателя (1928—2004) 
1983—1989 — Ситарян, Степан Армаисович — заместитель Председателя (1930—2009)
1983—1991 — Лукашов, Анатолий Иванович — заместитель Председателя (1936—2014)
1988—1990 — Паскарь, Пётр Андреевич — заместитель Председателя, начальник сводного отдела агропромышленного комплекса
1988—1991 — Анисимов, Павел Петрович — заместитель Председателя (1928—2001)
1988—1991 — Трошин, Александр Николаевич — заместитель Председателя
1988—1991 — Серов, Валерий Михайлович — заместитель Председателя
1989—1991 — Дурасов, Владимир Александрович — первый заместитель Председателя (1935—2020)
1988—1989 — Хоменко, Юрий Павлович — первый заместитель Председателя
В соответствии Законом «О дальнейшем совершенствовании управления строительством» заместители председателя Госплана — Хруничев, Михаил Васильевич, Зотов, Василий Петрович, Строкин, Николай Иванович, а также начальники отделов — Засядько, Александр Фёдорович, Новосёлов, Ефим Степанович, Хламов, Григорий Сергеевич, Ишков, Александр Акимович назначены министрами СССР в 1957 году.

## Институты и организации при Госплане СССР

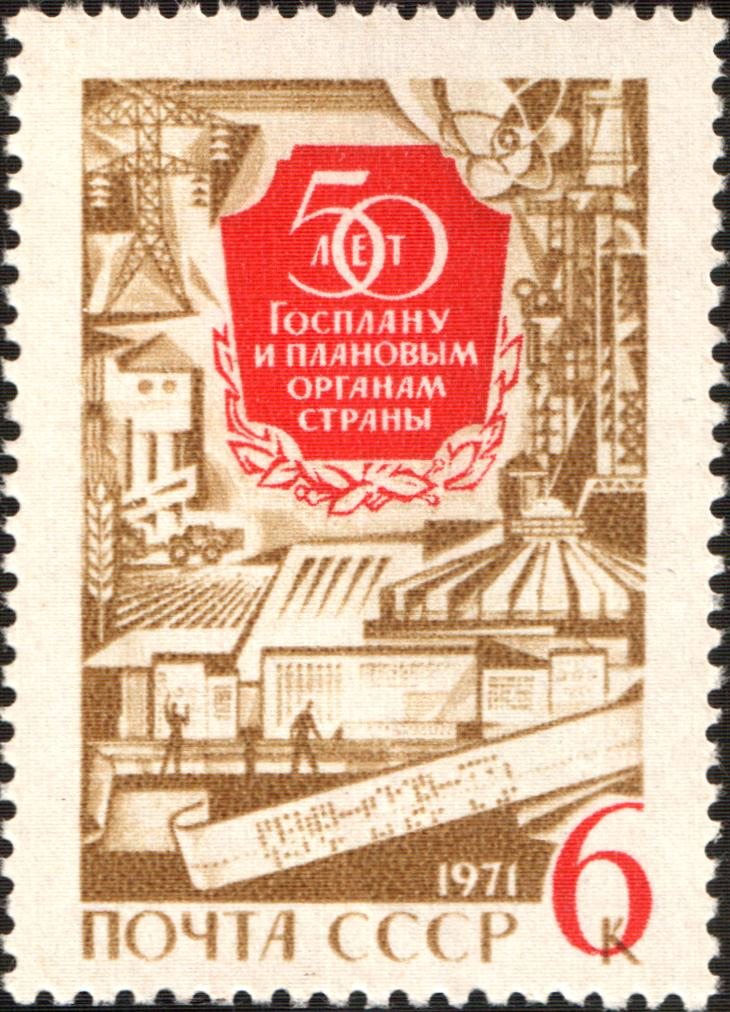
50 лет Госплану СССР и плановым органам страны

### Институты при Госплане СССР
| Наименование организации                                                                                              | Период функционирования |
| --- | ----------------------- |
| Научно-исследовательский экономический институт                                                                       | 1955—1991               |
| Совет по изучению производительных сил                                                                                | 1960—1991               |
| Институт комплексных транспортных проблем                                                                             | 1954—1991               |
| Всесоюзный научно-исследовательский институт комплексных топливно-энергетических проблем                              | 1974—1991               |
| Научно-исследовательский институт планирования и нормативов                                                           | 1960—1991               |
| Институт экономических исследований (ИЭИ)                                                                             | 1929—1938               |
| Центральный институт технической информации угольной промышленности (ЦИТИ угольной промышленности) ЦИТИ Госплана СССР | 1957—1959               |
| Институт по проектированию предприятий цветной металлургии «Гипроцветмет»                                             | 1957—1960               |

### Организации при Госплане СССР
| Наименование организации | Период функционирования | Руководитель |
| --- | ----------------------- | --- |
| Всесоюзная плановая академия им. Молотова при Госплане СССР | 1930—1941               | |
| Комитет по химизации народного хозяйства при Госплане СССР | 1931—1934               | |
| Центральное управление народнохозяйственного учёта (ЦУНХУ) Госплана СССР                                                                                              | 1931—1941               | Оболенский (Осинский) Валериан Валерианович, Краваль Иван Адамович, Верменичев Иван Дмитриевич, Саутин Иван Васильевич, Старовский Владимир Никонович                     |
| Государственное издательство экономической, плановой и учётно-статистической литературы Госплана СССР (Госпланиздат)                                                  | 1938—1951               | |
| Центральное Статистическое Управление (ЦСУ) Госплана СССР | 1941—1948               | Старовский Владимир Никонович |
| Управление по стандартизации при Госплане СССР (будущий Госстандарт СССР)                                                                                             | 1953—1954               | |
| Главное управление научно-исследовательских и проектных организаций при Госплане СССР (Главниипроект) — постановление Совета Министров СССР от 25 июня 1957 г. № 904  | 1957—1960               | |
| Главное управление научно-исследовательских организаций при Госэкономсовете СССР (ГлавНИИ)                                                                            | 1957—1962               | |
| Главное управление по сбыту цветных металлов при Госплане СССР (Главцветметсбыт)                                                                                      | 1957—1958               | |
| Бюро цен при Госплане СССР (Госкомцен СССР) — 08.07.1965. Постановлением Совета министров СССР при Госплане образован Государственный комитет цен                     | 1958—1965               | |
| Главное энергетическое управление при Госплане СССР (Союзглавэнерго)                                                                                                  | 1959—1962               | |
| Главный вычислительный центр Госплана СССР | 1959—1991               | М. Е. Раковский (1960—1961), Н. И. Ковалёв (1961—1971), Н. П. Лебединский (1971—1981), В. В. Коссов (1981—1984), В. Б. Безруков (1984—1990), Н. Н. Барышников (1990—1991) |
| Государственный комитет по топливной промышленности при Госплане СССР                                                                                                 | 1961—1965               | |
| Государственный комитет по чёрной и цветной металлургии при Госплане СССР (Госметаллургкомитет)                                                                       | 1961—1965               | |
| Государственный комитет химического и нефтеперерабатывающего машиностроения при Госплане СССР                                                                         | 1963—1963               | |
| Государственный комитет по автоматизации и машиностроению при Госплане СССР                                                                                           | 1963—1963               | |
| Государственный комитет по приборостроению, средствам автоматизации и системам управления при Госплане СССР                                                           | 1963—1965               | |
| Государственный комитет автотракторного и сельскохозяйственного машиностроения при Госплане СССР                                                                      | 1963—1965               | |
| Государственный комитет химического и нефтяного машиностроения СССР при Госплане СССР                                                                                 | 1963—1965               | |
| Государственный комитет по лесной, целлюлозно-бумажной, деревообрабатывающей промышленности и лесному хозяйству при Госплане СССР                                     | 1963—1965               | Орлов, Георгий Михайлович (1963—1975) |
| Государственный комитет нефтеперерабатывающей и нефтехимической промышленности при Госплане СССР (Госнефтехимкомитет)                                                 | 1964—1965               | Фёдоров, Виктор Степанович (1964—1965) |
| Государственный комитет нефтедобывающей промышленности при Госплане СССР                                                                                              | 1964—1965               | |
| Государственный комитет по химии при Госплане СССР | 1963—1963               | |
| Государственный комитет химической и нефтяной промышленности при Госплане СССР                                                                                        | 1963—1965               | Байбаков, Николай Константинович (1963—1965) |
| Государственный комитет по машиностроению при Госплане СССР | 1963—1965               | Костоусов, Анатолий Иванович (1963—1965) |
| Государственный комитет тяжёлого, энергетического и транспортного машиностроения при Госплане СССР                                                                    | 1963—1965               | Кротов, Виктор Васильевич (1965—1965) |
| Государственный комитет по электротехнике при Госплане СССР | 1962—1965               | Оболенский, Николай Александрович (1963—1965) |
| Главное управление комплектной поставки металлургического, энергетического и нефтехимического оборудования при Госплане СССР(Главкомплектоборудование)                | 1957—1958               | |
| Главное управление по сбыту машиностроительной продукции при Госплане СССР (Главмашсбыт)                                                                              | 1957—1958               | Кириллов, Владимир Кириллович |
| Главное управление по сбыту продукции тяжёлого, транспортного, строительно-дорожного, бурового, угольного и нефтяного оборудования при Госплане СССР (Главтяжмашсбыт) | 1957—1958               | |
| Главное управление по снабжению и сбыту подшипников и их применению при Госплане СССР (Главподшипниксбыт)                                                             | 1957—1958               | |
| Главное управление по сбыту приборов при Госплане СССР (Главприборсбыт)                                                                                               | 1957—1958               | |
| Главное управление по сбыту электротехнической продукции при Госплане СССР (Главэлектросбыт)                                                                          | 1957—1958               | |
| Главное управление по сбыту электротехнической продукции при Госплане СССР (Союзглавэлекро)                                                                           | 1958—1963               | |
| Государственный комитет по пищевой промышленности при Госплане СССР                                                                                                   | 1963—1965               | |
| Государственный комитет по лёгкой промышленности при Госплане СССР (Гослегпром СССР)                                                                                  | 1962—1965               | |
| Высшие экономические курсы при Госплане СССР | 1963—1965               | |

- Организации не все.

## Издания Госплана СССР
Госплан СССР издавал с 1923 ежемесячный отраслевой журнал «Плановое хозяйство», удостоен ордена Трудового Красного Знамени.

## Здания Госплана
В 1923—1925 годах Госплан СССР размещался на Биржевой (Карунинской) площади в доме 7/2 (ныне улица Ильинка, дом 7). В 1925—1928 годах — в доме Талызина по адресу улица Воздвиженка, дом 5. В 1929—1936 годах — вновь на Карунинской площади (с 1935 года — площадь Куйбышева), но уже в доме номер 1 (бывшее здание банка Рябушинских).
В 1936 году Госплан переехал в новое здание Совнаркома СССР, располагавшееся тогда по адресу Охотный ряд, дом 3. Новое здание было построено на месте снесённых церкви Параскевы Пятницы и палат Голицына в 1932—1935 годах по проекту архитектора А. Я. Лангмана для размещения Совета Труда и Обороны, потом Совета народных комиссаров СССР. Позднее в здании находились Совет Министров СССР и, наконец, Госплан СССР. Здание имеет характерный имперский стиль — тяжёлые колонны и широкие холлы.
Следующим зданием Госплана СССР было 16-этажное здание, выходящее на Георгиевский переулок, спроектированное в 1962 — 1965 годах группой архитекторов и инженеров под руководством Л. Н. Павлова и построенное в 1965 — 1969 годах. Оно совершенно иное по стилю, полностью состоит из стекла и бетона. Здания на Охотном ряду и в Георгиевском переулке соединены 4-этажным корпусом-переходом. В настоящее время в этих зданиях расположена Государственная дума Федерального Собрания Российской Федерации.
По некоторым данным, здание Госплана СССР было заминировано в 1941 году и разминировано только в 1981 году. По счастливой случайности строителями были обнаружены провода, «идущие в никуда».
Также для Госплана СССР в 1936 году по проекту выдающегося архитектора К. С. Мельникова в соавторстве с архитектором В. И. Курочкиным на Авиамоторной улице в Москве был построен гараж, в настоящее время известный как гараж Госплана и являющийся памятником истории и культуры.

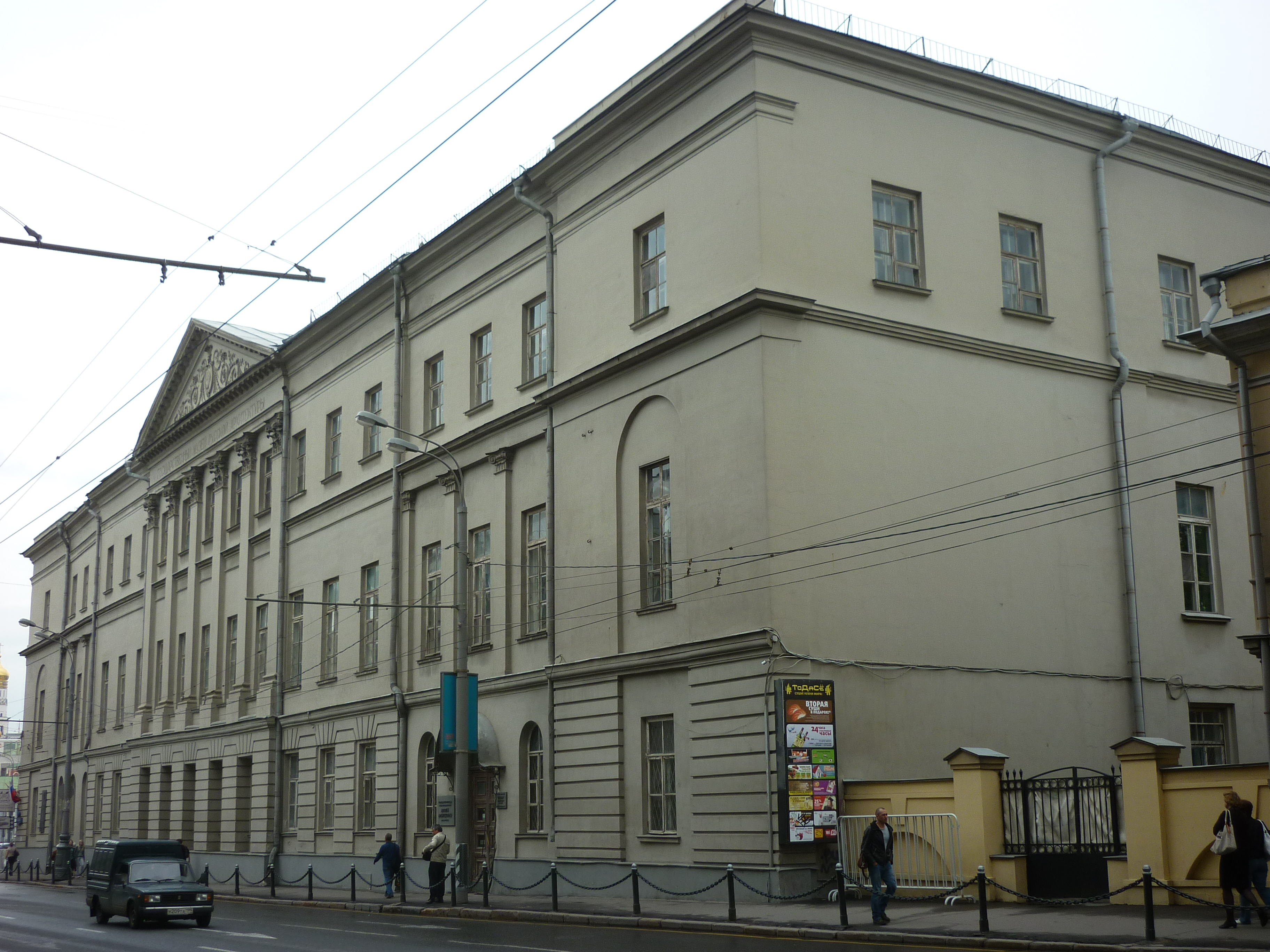
Дом Талызина
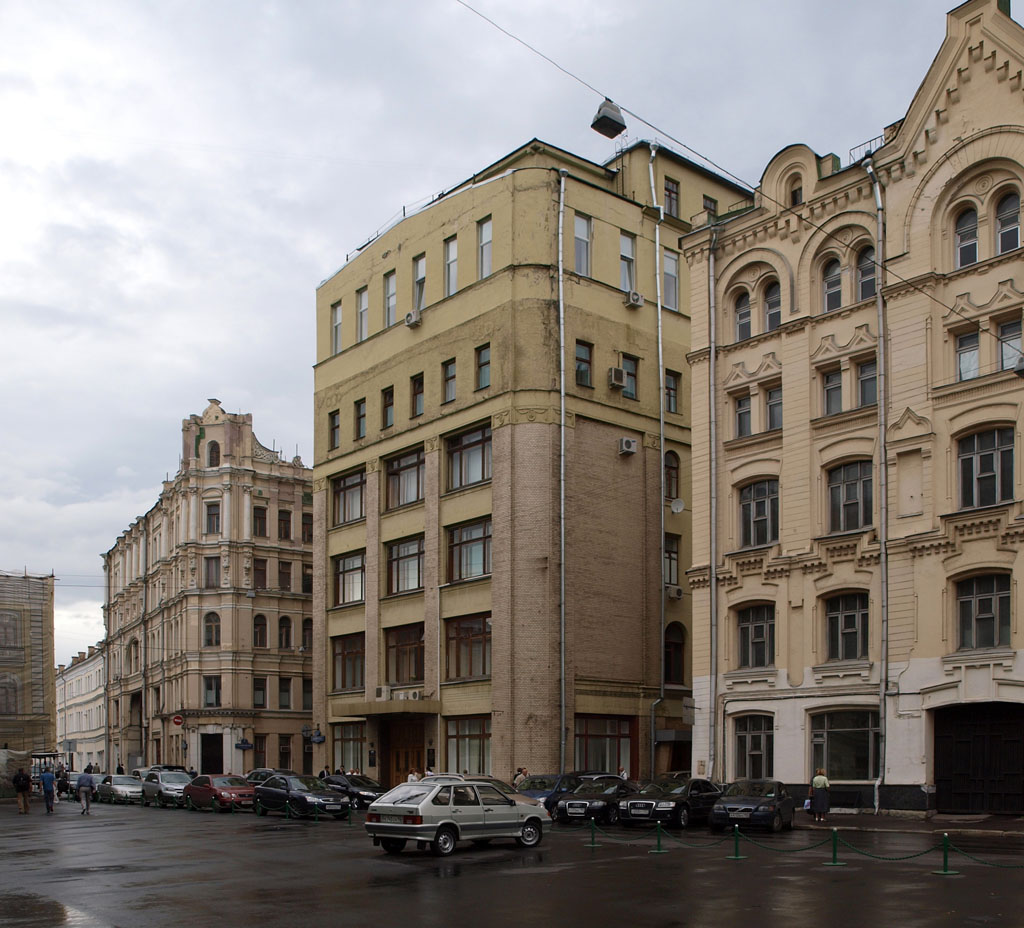
Биржевая площадь, дом 1
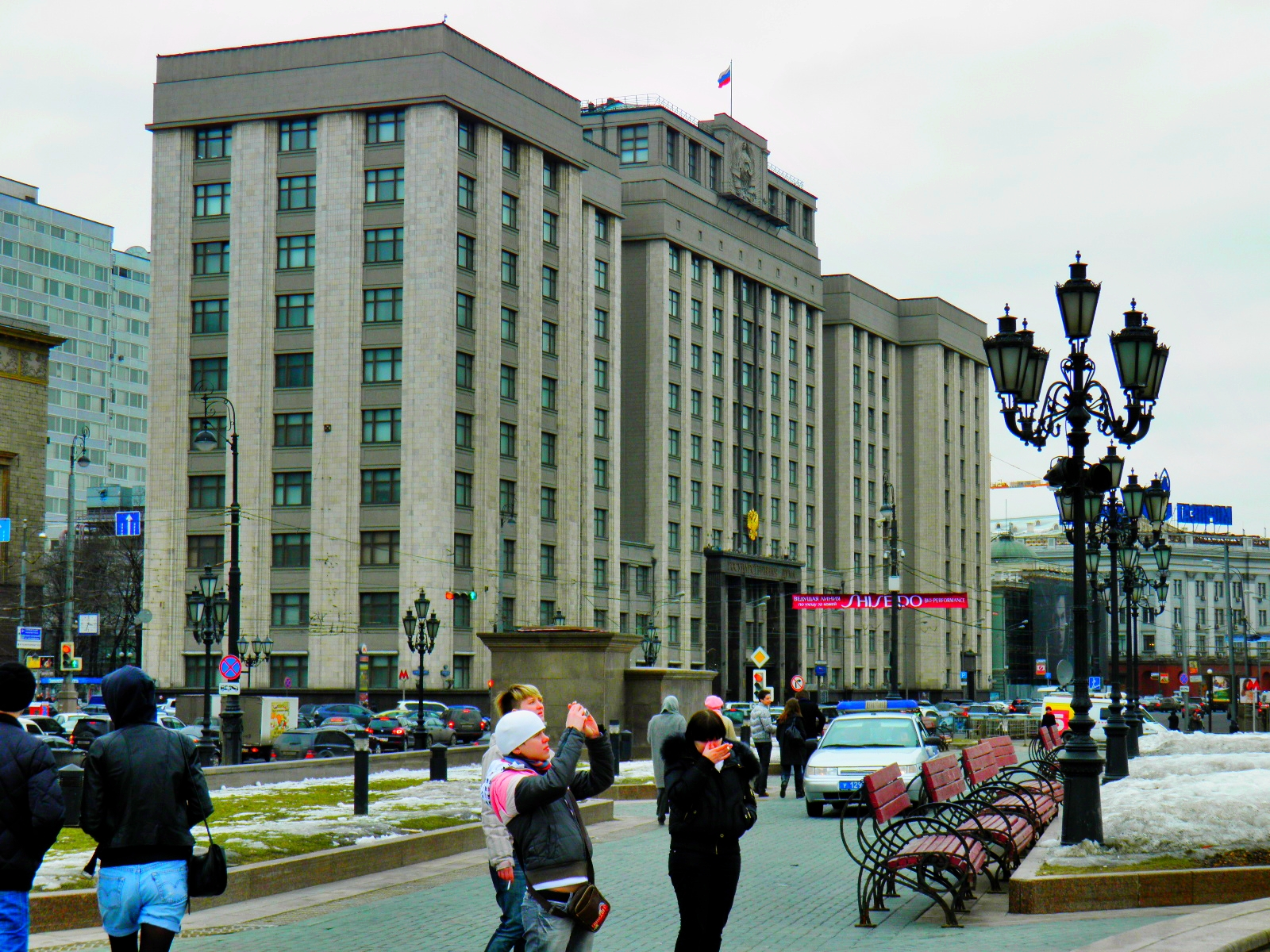
Здание Совета Труда и Обороны
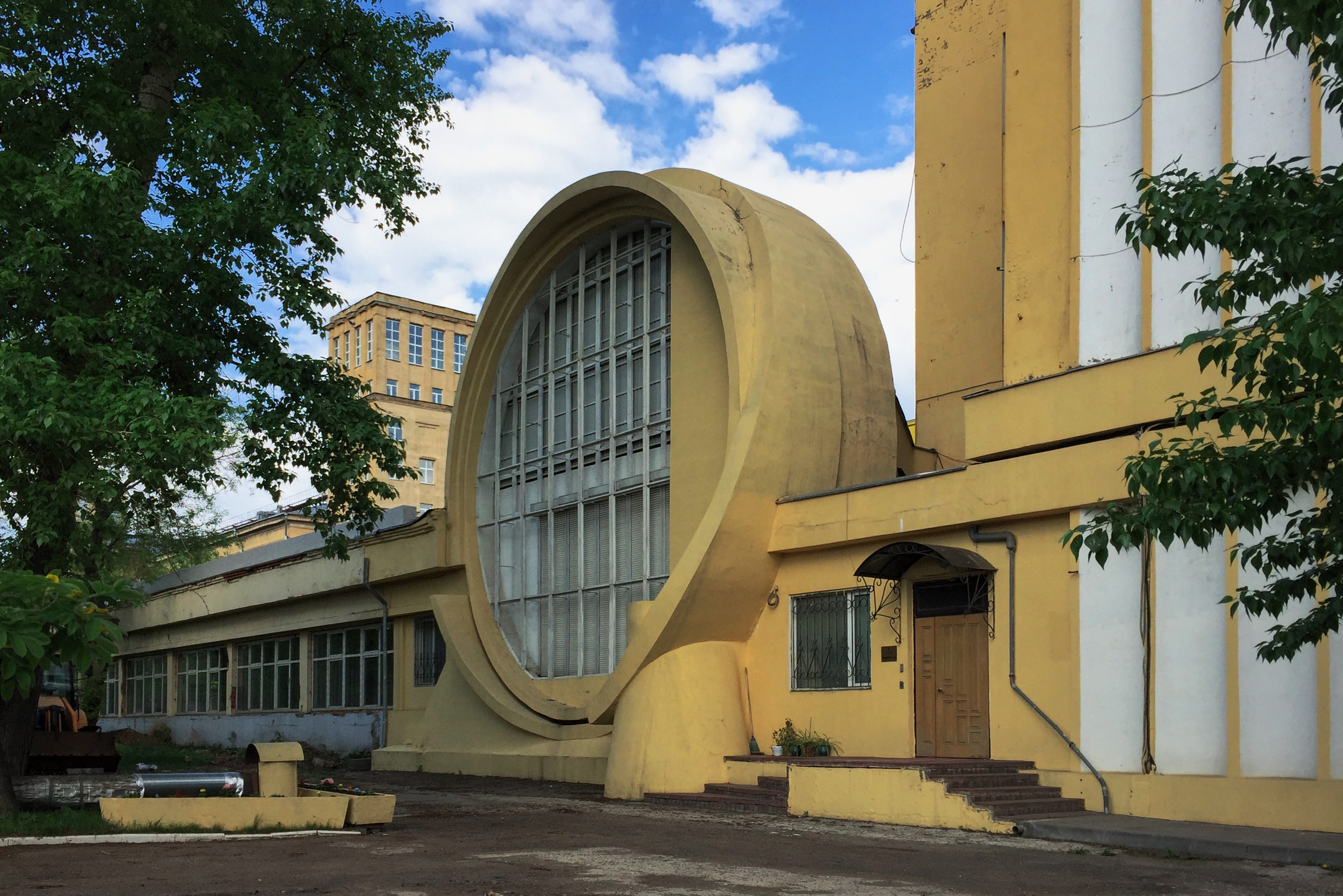
Гараж Госплана
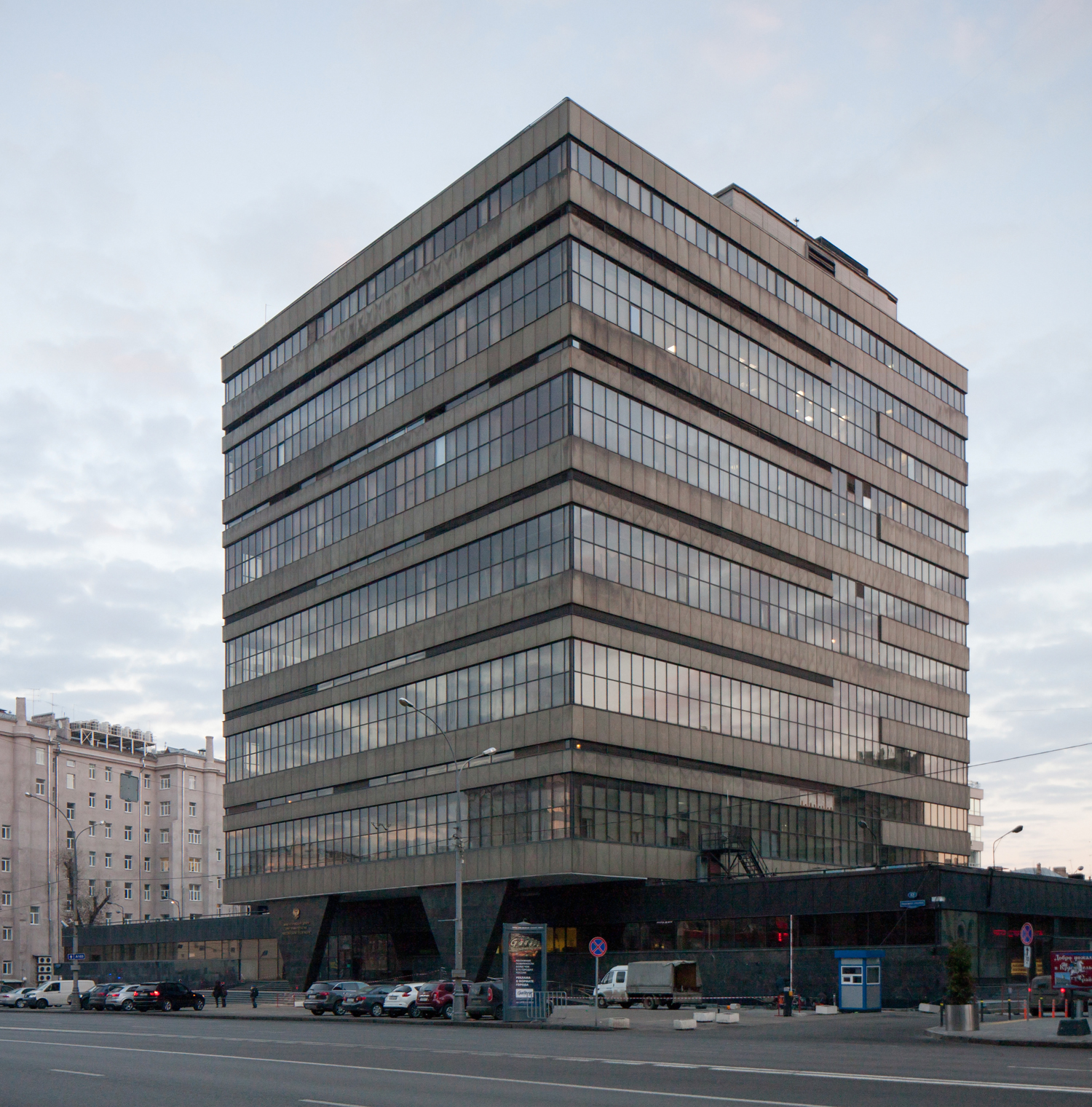
Главный вычислительный центр Госплана СССР

## Отражение в культуре
Деятельность Госплана в сатирическом ключе отражена в рассказе Виктора Пелевина «Принц Госплана».